# Valira
De Valira is de grootste rivier van Andorra.
De Valira wordt gevoed door vier bronnen: twee uit het noorden die samenkomen in La Massana, en twee uit het oosten. De riviertjes komen in Escaldes-Engordany samen. De twee noordelijke stromen, waarvan de Valira del Nord de belangrijkste is, ontspringen in La Massana, de noordoostelijke Valira ontspringt op de Circ dels Pessons in Encamp en de zuidoostelijke (de Valira d'Orient) bij de Andorrees-Spaanse oostgrens. Vanuit Escaldes-Engordany stroomt de Valira naar Sant Julià de Lòria in het zuiden, waar hij Catalonië binnenkomt. Ongeveer tien km verder naar het zuiden stroomt de Valira bij La Seu d'Urgell in de Segre, die op zijn beurt bij Mequinenza in de Ebro stroomt.